# Pest vármegyei 1. sz. országgyűlési egyéni választókerület
A Pest vármegyei 1. sz. országgyűlési egyéni választókerület egyike annak a 106 választókerületnek, amelyre a 2011. évi CCIII. törvény Magyarország területét felosztja, és amelyben a választópolgárok egy-egy országgyűlési képviselőt választhatnak. A választókerület nevének szabványos rövidítése: Pest 01. OEVK. Székhelye Érd.

## Területe
A választókerület az alábbi településeket foglalja magába:
1. Diósd
2. Érd
3. Pusztazámor
4. Sóskút
5. Tárnok
6. Törökbálint

## Országgyűlési képviselője
| Név                 | Párt                                         | Párt        | Terminus | Megjegyzés                                   |
| ------------------- | -------------------------------------------- | ----------- | -------- | -------------------------------------------- |
| Dr. Aradszki András |                                              | Fidesz-KDNP | 2014 –   | A 2014-es országgyűlési választás eredménye: |
| Dr. Aradszki András | A 2018-as országgyűlési választás eredménye: | Fidesz-KDNP | 2014 –   |                                              |
| Dr. Aradszki András | A 2022-es országgyűlési választás eredménye: | Fidesz-KDNP | 2014 –   |                                              |

## Demográfiai profilja
| Iskolai végzettség                | Iskolai végzettség               | Iskolai végzettség | Iskolai végzettség | Iskolai végzettség |
| --------------------------------- | -------------------------------- | ------------------ | ------------------ | ------------------ |
|                                   |                                  |                    |                    | fő                 |
| Általános iskolát nem végezte el  | Általános iskolát nem végezte el |                    | 1119               | 1119               |
| Általános iskola                  | Általános iskola                 |                    | 11482              | 11482              |
| Szakmunkás                        | Szakmunkás                       |                    | 15170              | 15170              |
| Érettségi                         | Érettségi                        |                    | 33581              | 33581              |
| Diploma                           | Diploma                          |                    | 28261              | 28261              |
| A 2022. évi népszámlálás szerint. |                                  |                    |                    |                    |

A Pest vármegyei 1. sz. választókerület lakónépessége 2022. október 1-jén 112 623 fő volt. A 2011-es és a 2022-es népszámlálás között 14 065 fővel nőtt a választókerület lakosság száma. A választókerületben a korösszetétel alapján a legtöbben a középkorúak élnek 41 485 fővel, míg a legkevesebben az időskorúak 20 088 fővel. A választókerület lakosságának a 90%-nál van internet elérési lehetőség.
A legmagasabb befejezett iskolai végzettség szerint az érettségi végzettséggel rendelkezők élnek a legtöbben 33 581 fő, utánuk a következő nagy csoport a diplomások 28 261 fővel.
Gazdasági aktivitás szerint a lakosság közel fele foglalkoztatott 58 495 fő, második legjelentősebb csoport az inaktív keresők, akik főleg nyugdíjasok 20 962 fővel.
A választókerület legjelentősebb nemzetiségi csoportja a németek 1552 fő, illetve a cigányok 461 fő. Magyar állampolgársággal nem rendelkező külföldi állampolgárok aránya 1,4%.
Vallási összetétel szerint a választókerületben lakók legnagyobb vallása a római katolikus (22 505 fő), valamint jelentős közösség még a reformátusok (7514 fő). A vallási közösséghez nem tartozók száma szintén jelentős (14 885 fő), a választókerületben a második legnagyobb csoport a római katolikus vallás után.

## Országgyűlési választások
| Párt                             |                        | Jelölt                 | Szavazatok | %     | ± %  |
| -------------------------------- | ---------------------- | ---------------------- | ---------- | ----- | ---- |
| Fidesz-KDNP                      |                        | Aradszki András        | 29 597     | 45,38 | 2.24 |
| Egységben Magyarországért        |                        | Bősz Anett             | 28 076     | 43,05 | 8.46 |
| Mi Hazánk                        |                        | Csott Károly           | 2067       | 4,94  | Új   |
| MKKP                             |                        | Ignáth Kitti           | 1975       | 3,17  | 1.87 |
| Független                        |                        | Asztalos Éva           | 1527       | 2,34  | Új   |
| MEMO                             |                        | Váradi Valentin        | 729        | 1,12  | Új   |
| Megjelent                        | Megjelent              | Megjelent              | 63 631     | 75,96 | 0.72 |
| Választópolgárok száma           | Választópolgárok száma | Választópolgárok száma | 87 054     | 100   | 5.95 |
| A Fidesz-KDNP tartja a körzetet. |                        |                        |            |       |      |

| Párt                             |           | Jelölt           | Szavazatok | %     | ± %  |
| -------------------------------- | --------- | ---------------- | ---------- | ----- | ---- |
| Fidesz-KDNP                      |           | Aradszki András  | 26 987     | 43.74 | 0.77 |
| MSZP-Párbeszéd                   |           | Csőzik László    | 21 888     | 35.47 | 3.85 |
| Jobbik                           |           | Vágó Sebestyén   | 8014       | 12.99 | 3.02 |
| LMP                              |           | Turcsán Szabolcs | 2264       | 3.67  | 1.97 |
| MKKP                             |           | Szécsi Barbara   | 1146       | 1.86  | Új   |
| Momentum                         |           | Gál Alex         | 1035       | 1.68  | Új   |
| Egyéb pártok                     |           |                  | 368        | 0.6   | 3.18 |
| Megjelent                        | Megjelent | Megjelent        | 62 191     | 75.03 | 9.13 |
| A Fidesz-KDNP tartja a körzetet. |           |                  |            |       |      |

| Párt                                |           | Jelölt              | Szavazatok | %     | ± % |
| ----------------------------------- | --------- | ------------------- | ---------- | ----- | --- |
| Fidesz-KDNP                         |           | Aradszki András     | 22 271     | 42.97 |     |
| Összefogás                          |           | Dorosz Dávid        | 16 386     | 31.62 |     |
| Jobbik                              |           | Pulai Edina         | 8295       | 16.01 |     |
| LMP                                 |           | Varga Illés Levente | 2923       | 5.64  |     |
| Egyéb pártok                        |           |                     | 1950       | 3.78  |     |
| Megjelent                           | Megjelent | Megjelent           | 52 320     | 65.9  |     |
| A Fidesz-KDNP nyeri meg a körzetet. |           |                     |            |       |     |

## Ellenzéki előválasztás – 2021
| Frakció                          |                 | Jelölő szervezetek           | Jelölt          | Szavazatok | %     |
| -------------------------------- | --------------- | ---------------------------- | --------------- | ---------- | ----- |
| DK                               |                 | DK, Liberálisok, Jobbik, MMM | Bősz Anett      | 5586       | 60.79 |
| LMP                              |                 | Jobbik, LMP, ÚK, ÚVNP, MMM   | Tetlák Örs      | 1956       | 21.29 |
| Momentum                         |                 | Momentum, MSZP, Párbeszéd    | Ollero Marco    | 1647       | 17.92 |
| Összes szavazat                  | Összes szavazat | Összes szavazat              | Összes szavazat | 9189       |       |
| Bősz Anett nyeri meg a körzetet. |                 |                              |                 |            |       |